# Gopherus
A Gopherus vagy üregteknősök a hüllők (Reptilia) osztályába, ezen belül a teknősök (Testudines) rendjébe és a Szárazföldi teknősfélék (Testudinidae) családjába tartozó nem.

## Rendszerezés
A nembe az alábbi 5 faj tartozik:
- kaliforniai üregteknős (Gopherus agassizii)
- texasi üregteknős (Gopherus berlandieri)
- mexikói üregteknős (Gopherus flavomarginatus)
- georgiai üregteknős (Gopherus polyphemus)
- sonorai üregteknős (Gopherus morafkai)